# Trận hồ Trường Tân
Trận hồ Trường Tân hay Chiến dịch hồ Trường Tân (tiếng Hàn: 장진호 전투; Hanja: 長津湖戰鬪; Romaja: Jangjinho jeontu; McCune–Reischauer: Changjinho chŏnt'u), là một trận chiến quan trọng trong Chiến tranh liên Triều.
Trận chiến này diễn ra khoảng một tháng sau khi Cộng hòa Nhân dân Trung Hoa tham chiến Chiến tranh liên Triều và điều Tập đoàn quân 9 Chí nguyện quân Nhân dân xâm nhập đông bắc Triều Tiên. Ngày 27 tháng 11 năm 1950, quân Trung Quốc gây bất ngờ cho Quân đoàn X Hoa Kỳ do Thiếu tướng Edward Almond chỉ huy tại hồ Trường Tân, khởi đầu một trận chiến khốc liệt kéo dài 17 ngày. Từ ngày 27 tháng 11 đến ngày 13 tháng 12, 30.000 quân của Bộ Tư lệnh Liên hợp quốc (về sau mang biệt danh "Chosin Few") dưới sự chỉ huy trực tiếp của Thiếu tướng Oliver P. Smith đã bị bao vây và tấn công bởi khoảng 120.000 quân Trung Quốc thuộc quyền tướng Tống Thời Luân, người thừa lệnh Mao Trạch Đông tiêu diệt lực lượng Liên Hợp Quốc. Tuy nhiên, lực lượng Liên Hợp Quốc vẫn thoát được khỏi vòng vây và vừa đánh vừa rút về cảng Hungnam, gây thương vong nặng nề cho quân Trung Quốc. Việc Tập đoàn quân 8 Hoa Kỳ lui quân sau Trận sông Thanh Xuyên và việc Quân đoàn X phải di tản tới cảng Hungnam ở đông bắc Hàn Quốc đã đánh dấu sự thoái lui hoàn toàn khỏi Triều Tiên của lực lượng Liên Hợp Quốc.

## Bối cảnh

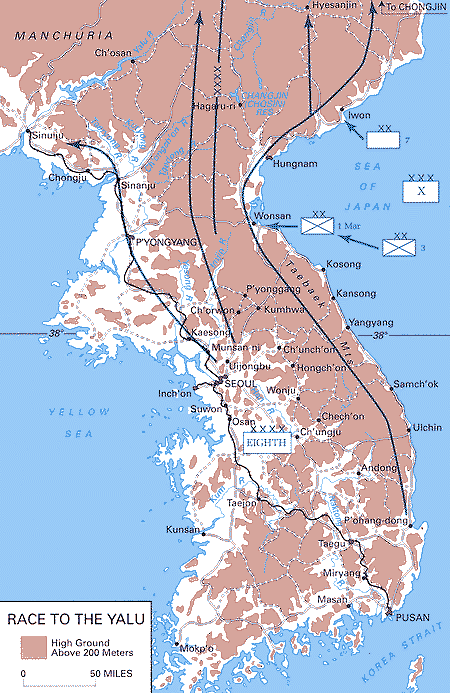
Bản đồ thể hiện bước tiến của lực lượng Liên Hợp Quốc theo hướng sông Áp Lục

Đến giữa tháng 10 năm 1950, sau khi Quân đoàn X đổ bộ Inchon thành công, Tập đoàn quân 8 đột phá từ Vành đai Pusan, phản công Quân đội Nhân dân Triều Tiên (KPA), Chiến tranh liên Triều dường như đã tới hồi kết. Lực lượng Liên Hợp Quốc (UN) tiến nhanh vào Triều Tiên với ý đồ thống nhất hai miền trước cuối năm 1950. Dãy núi Taebaek hiểm trở ở trung tâm Triều Tiên, phân lực lượng Liên Hợp Quốc thành hai nhóm. Tập đoàn quân 8 Hoa Kỳ tiến lên phía bắc qua đường bờ biển phía tây Bán đảo Triều Tiên, trong khi Quân đoàn I Đại Hàn Dân Quốc (ROK) và Quân đoàn X tiến lên phía bắc qua đường bờ biển phía đông.
Cùng lúc đó, Cộng hòa Nhân đân Trung Hoa quyết định tham chiến sau nhiều lần cảnh báo Liên Hợp Quốc. Ngày 19 tháng 10 năm 1950, đông đảo Chí nguyện quân Nhân dân (PVA) bí mật vượt biên, đặt chân tới Triều Tiên. Một trong những đơn vị Trung Quốc đầu tiên tiếp cận khu vực hồ Trường Tân là Quân đoàn 42 PVA, được giao nhiệm vụ chặn bước tiến của nhánh quân Liên Hợp Quốc phía đông. Ngày 25 tháng 10, Quân đoàn I ROK tiếp xúc với quân Trung Quốc và dừng chân ở đèo Fuchilin, phía nam hồ Trường Tân. Sau khi đổ bộ Wonsan, ngày 2 tháng 11, Sư đoàn 1 Thủy quân lục chiến Hoa Kỳ thuộc Quân đoàn X giao tranh và gây thương vong nặng nề cho Sư đoàn 124 PVA đang phòng thủ. Ngày 6 tháng 11, Quân đoàn 42 PVA phát lệnh lui quân về phía bắc với ý định dụ lực lượng Liên Hợp Quốc tới hồ Trường Tân. Đến ngày 24 tháng 11, Sư đoàn 1 Thủy quân lục chiến đã chiếm được cả Sinhung-ni ở phía đông và Yudami-ni ở phía tây hồ Trường Tân.
Trước những cuộc tấn công bất ngờ của quân Trung Quốc nhắm vào Tập đoàn quân 8, tướng Douglas MacAthur lệnh cho Tập đoàn quân 8 mở Cuộc phản công Home-by-Christmas. Để hỗ trợ cuộc phản công, MacAthur điều Quân đoàn X tấn công phía tây từ hồ Trường Tân và cắt mạch tiếp tế Manpojin—Kanggye—Huichon thiết yếu. Nhận lệnh, Thiếu tướng Edward M. Almond, Tư lệnh Quân đoàn X, đã lên một kế hoạch vào ngày 21 tháng 11, kêu gọi Sư đoàn 1 Thủy quân lục chiến Hoa Kỳ tiến về phía tây qua Yudami-ni, trong khi Sư đoàn 7 Bộ binh Hoa Kỳ cung cấp một trung đoàn tác chiến bảo vệ sườn phải Sinhung-ni. Sư đoàn 3 Bộ binh Hoa Kỳ cũng sẽ phải vừa bảo vệ sườn trái vừa đảm bảo an toàn hậu quân. Lúc này, Quân đoàn X bị kéo giãn theo một mặt trận dài 400 dặm.
Quá bất ngờ trước cuộc đổ bộ của Thủy quân lục chiến tại Wonsan, Chủ tịch Đảng Cộng sản Trung Quốc Mao Trạch Đông liền phát động chiến dịch tiêu diệt Sư đoàn Thủ đô ROK, Sư đoàn 3 Bộ binh ROK, Sư đoàn 1 Thủy quân lục chiến Hoa Kỳ và Sư đoàn 7 Bộ binh Hoa Kỳ trong một bức điện báo gửi Tư lệnh Tống Thời Luân của Tập đoàn quân 9 PVA vào ngày 31 tháng 10. Dưới mệnh lệnh khẩn cấp của Mao, ngày 10 tháng 11, Tập đoàn quân 9 tràn vào Triều Tiên. Qua mặt tình báo Liên Hợp Quốc, ngày 17 tháng 11, Tập đoàn quân 9 lặng lẽ tiến vào khu vực hồ Trường Tân. Quân đoàn 20 Tập đoàn quân 9 nhanh chóng giải vây cho Quân đoàn 42 PVA gần Yudami-ni.

## Mở đầu

### Vị trí, địa hình và thời tiết
Hồ Trường Tân là một hồ nước nhân tạo nằm ở phía đông bắc bán đảo Triều Tiên. Cái tên Chosin, phiên âm tiếng Nhật của từ Trường Tân, được lực lượng Liên Hợp Quốc dùng để gọi hồ nước này do họ sử dụng bản đồ lỗi thời của người Nhật. Trọng tâm chính của trận chiến là xung quanh tuyến đường dài 78 dặm (126 km) nối Hungnam với hồ Trường Tân, đóng vai trò như đường máu thoát thân duy nhất của lực lượng Liên Hợp Quốc. Thông qua tuyến đường này, Yudami-ni và Sinhung-ni, lần lượt ở phía tây và phía đông hồ Trường Tân, được kết nối tại Hagaru-ri (nay là Changjin-ŭp). Từ đây, tuyến đường tiếp tục xuyên qua Koto-ri và cuối cùng đến cảng Hungnam. Dân cư khu vực quanh hồ Trường Tân khá thưa thớt.
Trận chiến diễn ra trên một số địa hình rất hiểm trở giữa thời điểm tiết trời mùa đông khắc nghiệt nhất trong suốt Chiến tranh liên Triều. Tuyến đường trọng tâm cắt qua địa hình đồi núi, với nhiều dốc đứng. Từ một số cao điểm như đèo Funchilin và đèo Toktong, có thể nhìn thấy toàn chiều dài tuyến đường. Chất lượng đường kém, vài đoạn chỉ là đường mòn toàn sỏi. Ngày 14 tháng 11 năm 1950, một đợt không khí lạnh từ Siberia tràn qua hồ Trường Tân, khiến nhiệt độ giảm mạnh, theo ước tính, xuống tận −36 °F (−38 °C). Thời tiết lạnh giá cộng với việc mặt đất đông cứng tuyết, gây ra nguy cơ đáng kể về thương vong do lạnh cóng, đường băng trơn trượt và trục trặc vũ khí. Vật tư y tế đóng đá; ống morphine gây mê phải được rã đông trong miệng y sĩ trước khi tiêm; huyết tương đông lạnh thì vô dụng trên chiến trường. Thậm chí, việc cắt bỏ quần áo để sơ cứu vết thương còn có thể gây hoại tử và tê cóng cho thương binh. Nhiệt độ quá thấp cũng khiến pin dùng cho xe Jeep và radio nhanh chóng bị chai. Dầu bôi trơn súng ống hóa keo, vô dụng trên chiến trường, lò xo kim hỏa không bật đủ mạnh để khai hỏa và đạn rất dễ kẹt.

### Lực lượng và chiến lược

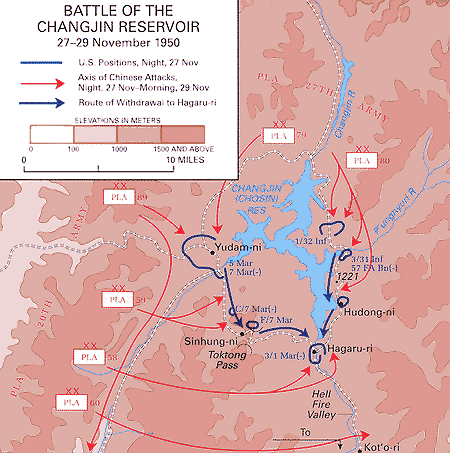
Sơ đồ chiến Trận hồ Trường Tân

Mặc dù Sư đoàn 1 Thủy quân lục chiến đã đổ bộ xuống Wonsan như một phần của Quân đoàn X do Almond lãnh đạo, Almond và Thiếu tướng Oliver P. Smith của Sư đoàn 1 Thủy quân lục chiến lại không ưa nhau từ cuộc họp trước đổ bộ ở Inchon. Almond tự tin diễn thuyết về sự dễ dàng khi đổ bộ dù chưa từng tham gia đổ bộ lần nào. Trái với báo cáo từ trụ sở cấp cao ở Tokyo, Smith tin chắc rằng có rất đông quân Trung Quốc ở Triều Tiên, Almond thì lại cảm thấy Smith quá thận trọng. Mối bất hòa giữa hai chỉ huy khiến Smith làm chậm bước tiến tới hồ Trường Tân của Sư đoàn 1 Thủy quân lục chiến khi kháng chỉ thị từ Almond. Trên đường hành quân, Smith cho thiết lập các điểm tiếp liệu và đường băng ở Hagaru-ri và Koto-ri.
Trong lúc Quân đoàn X áp sát hồ Trường Tân, người Trung Quốc cũng đã xây dựng xong chiến lược của họ, dựa trên những kinh nghiệm từ Nội chiến Trung Quốc. Với giả định rằng lực lượng Liên Hợp Quốc sẽ ít hiện diện tại hồ Trường Tân, Tập đoàn quân 9 trước tiên tiêu diệt các đơn vị đồn trú của Liên Hợp Quốc tại Yudami-ni và Sinhung-ni rồi tiến về phía Hagaru-ri. Dự đoán đa phần Quân đoàn X buộc phải di chuyển để giải cứu các đơn vị bị tấn công, Tập đoàn quân 9 sau đó sẽ chặn và bẫy lực lượng nòng cốt của Liên Hợp Quốc trên đoạn đường nối giữa Hagaru-ri và Hungnam. Tập đoàn quân 9 ban đầu bố trí 8 sư đoàn nhập trận, tập trung phần lớn lực lượng tại Yudami-ni và Sinhung-ni.
Thiếu thông tin tình báo chính xác về lực lượng Liên Hợp Quốc là lỗ hổng trong kế hoạch của Trung Quốc. Mặc dù Quân đoàn X bị dàn mỏng ở đông bắc Hàn Quốc, phần lớn Sư đoàn 1 Thủy quân lục chiến Hoa Kỳ bao gồm Trung đoàn 5, Trung đoàn 7 và Trung đoàn 11, đã tập trung tại Yudami-ni. Ngoài ra, Hagaru-ri quan trọng về mặt chiến lược, nơi có sẵn một điểm tiếp liệu và một đường băng C-47 đang xây dựng, lại không được người Trung Quốc ưu tiên dù được Trung đoàn 7 và Trung đoàn 1 Thủy quân lục chiến bảo vệ lỏng. Chỉ có một mình Đội trung đoàn chiến đấu 31 (RCT-31), một đội tác chiến cỡ trung đoàn non yếu và mới được thành lập của Sư đoàn 7 Bộ binh Hoa Kỳ, được rải mỏng dọc theo bờ phía đông hồ Trường Tân. Những đơn vị kể trên về sau là đối tượng hứng mũi giùi tấn công của Trung Quốc. Sư đoàn 1 Thủy quân lục chiến có quân số 25.473 người đầu trận, được tăng cường thêm đơn vị Biệt kích (Độc lập) 41 Thủy quân lục chiến Hoàng gia Anh và hai trung đoàn từ Sư đoàn 3 và Sư đoàn 7 Bộ binh. Lực lượng Liên Hợp Quốc có tổng quân số rơi vào khoảng 30.000 người trong suốt trận chiến. Họ cũng được hỗ trợ không quân rất tốt khi chiến đấu ở một trong những vùng tập kết sức mạnh không quân lớn nhất Chiến tranh liên Triều, Phi đội 1 Thủy quân lục chiến tại Sân bay Yonpo và 5 tàu sân bay từ Lực lượng Đặc nhiệm 77 Hải quân Hoa Kỳ có thể cho xuất kích 230 chuyến mỗi ngày để hỗ trợ trên không trong suốt trận chiến. Trong khi đó, Bộ Chỉ huy Quân nhu Viễn Đông của Lực lượng Không quân Hoa Kỳ tại Nhật Bản đủ sức thả 250 tấn vật tư mỗi ngày, tiếp tế cho quân Liên Hợp Quốc mắc kẹt.
Dù Tập đoàn quân 9 là một trong những đội hình tinh nhuệ nhất của Trung Quốc, với thành phần gồm toàn cựu binh và cựu tù binh từ Chiến dịch Hoài Hải, vài thiếu sót đã hạn chế năng lực của đội quân này trong trận chiến. Trước khi được Mao đột ngột điều động tới Triều Tiên, Tập đoàn quân 9 dự định được trang bị tại Mãn Châu vào tận tháng 11. Kết quả là Tập đoàn quân 9 hầu như thiếu quần áo ấm cho mùa đông khắc nghiệt ở Triều Tiên. Tương tự, do hậu cần kém, Tập đoàn quân 9 buộc phải bỏ lại pháo hạng nặng, mang theo ít lương thực và đạn dược. Tình trạng thiếu lương thực buộc Tập đoàn quân 9 ban đầu phải bố trí một phần ba quân số dự bị cách xa hồ Trường Tân, nạn đói và phơi nhiễm búng phát giữa các đơn vị Trung Quốc, vì không thể bổ sung lương thực trong khu vực dân cư thưa thớt. Vào cuối trận chiến, quân Trung Quốc chết vì lạnh cóng nhiều hơn là chết trong chiến đấu hay vì không kích.
Quân số Trung Quốc thường được ước tính rơi vào khoảng 120.000 người, vì Tập đoàn quân 9 gồm 12 sư đoàn với quân số mỗi sư đoàn là 10.000 người. Trước khi đến Triều Tiên, Tập đoàn quân 9 cũng đã được tăng cường. Mỗi quân đoàn trong tổng số ba quân đoàn của Tập đoàn quân 9 đều gồm bốn sư đoàn thay vì ba sư đoàn như thông thường. Bộ binh từ hai sư đoàn Quốc Dân Đảng đầu hàng được tiếp nhận để tăng cường cho các đại đội bộ binh. Đa phần đại đội đều có hơn 200 người, chỉ một vài đại đội có khoảng 150 người. Tuy nhiên, không kích Liên Hợp Quốc, năng lực hậu cần kém và thời tiết giá lạnh cũng khiến Tập đoàn quân 9 mất mát đáng kể quân số khi nỗ lực tiếp cận chiến trường. Chẳng hạn, vào ngày Tập đoàn quân 9 tiến vào Triều Tiên, hơn 700 người đã thương vong vì tê cóng trong khi hầu hết phương tiện vận tải Trung Quốc đều tiêu tùng do không kích Liên Hợp Quốc. Thật vậy, trong suốt quá trình diễn ra trận chiến, tù binh Trung Quốc báo cáo rằng hầu như mọi sư đoàn của Tập đoàn quân 9 đều thiếu quân số, với chỉ khoảng 6.500 đến 7.000 người. Những yếu tố kể trên, cộng với sự không chắc chắn về cách bài binh bố trận của Trung Quốc trong các nguồn phương Tây, khiến một số sử gia phải sửa quân số Trung Quốc xuống mức thấp nhất là 60.000 người trong suốt trận chiến.
Cuối cùng, tất cả 12 sư đoàn của Tập đoàn quân 9 đều được triển khai, mặc dù Sư đoàn 78 và 88 của Quân đoàn 26 PVA không chạm mặt lực lượng Liên Hợp Quốc trong suốt quá trình chiến đấu. Tám sư đoàn của Quân đoàn 20 và 27 PVA là lực lượng tấn công nòng cốt. Bốn sư đoàn của Quân đoàn 26 PVA là lực lượng dự bị, chỉ được triển khai sau khi Quân đoàn 20 và 27 PVA kiệt quệ quân số.

## Diến biến

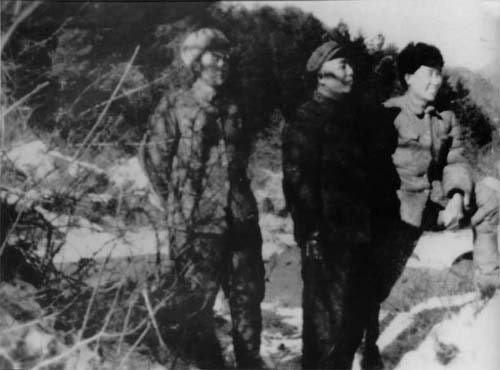
Tống Thời Luân (giữa), Tư lệnh Tập đoàn quân 9 Chí nguyện quân Nhân dân

Đêm ngày 27 tháng 11, Quân đoàn 20 và 27 Tập đoàn quân 9 mở nhiều đợt tấn công và phục kích dọc theo tuyến đường nối hồ Trường Tân với Kot'o-ri. Tại Yudam-ni, Sư đoàn 79 và 89 PVA bao vây và tấn công Trung đoàn 5, 7 và 11 Thủy quân lục chiến, trong khi Sư đoàn 59 PVA tấn công tuyến đường nối Yudam-ni với Hagaru-ri hòng cắt liên lạc. Tương tự, Sư đoàn 80 và 81 PVA cô lập và phục kích RCT-31 tại Sinhung-ni. Tại Hagaru-ri, sở chỉ huy Sư đoàn 1 Thủy quân lục chiến là mục tiêu của Sư đoàn 58 PVA. Cuối cùng, Sư đoàn 60 PVA bao vây các phần tử của Sư đoàn 1 Thủy quân lục chiến tại Kot'o-ri từ phía bắc. Hoàn toàn không đề phòng, lực lượng Liên Hợp Quốc chịu cô lập tại Yudam-ni, Sinhung-ni, Hagaru-ri và Kot'o-ri vào ngày 28 tháng 11.

### Chiến sự tại Yudam-ni

Binh lính Sư đoàn 79 của Trung Quốc giao chiến với Thủy quân lục chiến tại Yudam-ni

Theo chỉ thị của Almond, Smith ra lệnh cho Trung đoàn 5 Thủy quân lục chiến tấn công phía tây theo hướng Mypyong-ni vào ngày 27 tháng 11. Cuộc tấn công sớm bị đình trệ khi Sư đoàn 89 PVA buộc Thủy quân lục chiến phải đào hầm công sự sâu trong các rặng núi bao quanh Yudam-ni. Khi đêm xuống, ba trung đoàn của Sư đoàn 79 PVA tấn công các rặng núi phía bắc và tây bắc Yudam-ni, hy vọng mau chóng tiêu diệt đồn trú của kẻ địch. Giao tranh tầm gần nổ ra khi quân Trung Quốc đột phá vị trí của Thủy quân lục chiến. Trung đoàn 5 và 7 Thủy quân lục chiến giữ vững phòng tuyến, gây thương vong nặng nề cho quân Trung Quốc. Ngày 28 tháng 11, hai bên rơi vào thế bắc quanh vành đai Yudam-ni.
Trong khi chiến sự tại Yudam-ni vào hồi ác liệt, Sư đoàn 59 PVA đã chặn tuyến đường nối Yudam-ni với Hagaru-ri khi tấn công Đại đội Charlie và Fox của Trung đoàn 7 Thủy quân lục chiến. Đợt tấn công thành công buộc Đại đội Charlie phải rút lui tới Yudam-ni, cô lập Đại đội Fox do Đại úy William E. Barber chỉ huy trên một ngọn đồi nhìn ra đèo Toktong, con đèo quan trọng kiểm soát tuyến đường máu. Ngày 29 tháng 11, Trung đoàn 7 Thủy quân lục chiến thất bại khi cố giải cứu Đại đội Fox, dù gây thương vong nặng nề cho quân Trung Quốc. Nhờ pháo binh và chiến đấu cơ Marine Corsair hỗ trợ, Đại đội Fox cầm cự được năm ngày trước hàng loạt đợt tấn công liên tục của Sư đoàn 59 PVA.
Sau những tổn thất nặng nề mà Sư đoàn 79 PVA phải gánh chịu tại Yudam-ni, Bộ tư lệnh Tập đoàn quân 9 mới ngộ ra rằng phần lớn Sư đoàn 1 Thủy quân lục chiến đều đóng tại Yudam-ni, có quân số đồn trú đông gấp đôi so với ước tính ban đầu. Tin là có tấn công thêm nữa cũng vô ích, Tống Thời Luân ra lệnh cho Tập đoàn quân 9 chuyển hướng tấn công chính sang Sinhung-ni và Hagaru-ri, buông tha cho Yudam-ni từ ngày 28 đến 30 tháng 11. Cùng lúc đó, Tập đoàn quân số 8 Hoa Kỳ ở mặt trận phía tây Triều Tiên buộc phải rút lui triệt để sau Trận sông Thanh Xuyên và MacArthur ra lệnh cho Almond kéo Quân đoàn X về cảng Hungnam. Theo chỉ thị của Almond và Smith, Trung tá Raymond L. Murray và Đại tá Homer L. Litzenberg, chỉ huy Trung đoàn 5 và 7 Thủy quân lục chiến, phát lệnh đột phá từ Yudam-ni tới Hagaru-ri vào ngày 30 tháng 11. Trước cuộc giao tranh cam go giữa các sư đoàn Trung Quốc vây hãm và Thủy quân lục chiến rút lui, Smith tuyên bố: "Chết tiệt, rút quân ư? Chúng ta không rút quân, chúng ta chỉ đang tiến quân theo một hướng khác."
Theo kế hoạch đột phá vòng vây, Thủy quân lục chiến được tổ chức thành một đoàn hộ tống dẫn đầu bởi xe tăng M4A3 Sherman. Tiểu đoàn 3 Trung đoàn 5 (3/5) Thủy quân lục chiến làm tiên phong dẫn đường, ba tiểu đoàn khác lãnh nhiệm vụ bọc hậu. Đồng thời, Tiểu đoàn 1 Trung đoàn 7 (1/7) Thủy quân lục chiến sẽ tấn công về phía Đại đội Fox hòng mở đường tại đèo Toktong. Để bắt đầu đột phá, Tiểu đoàn 3 Trung đoàn 7 (3/7) Thủy quân lục chiến trước tiên phải tấn công xuống phía nam, đánh chiếm Đồi 1542 và 1419 nhằm bảo vệ tuyến đường máu khỏi các đợt tấn công của quân Trung Quốc. Phi đội 1 Thủy quân lục chiến chịu trách nhiệm hỗ trợ trên không.  

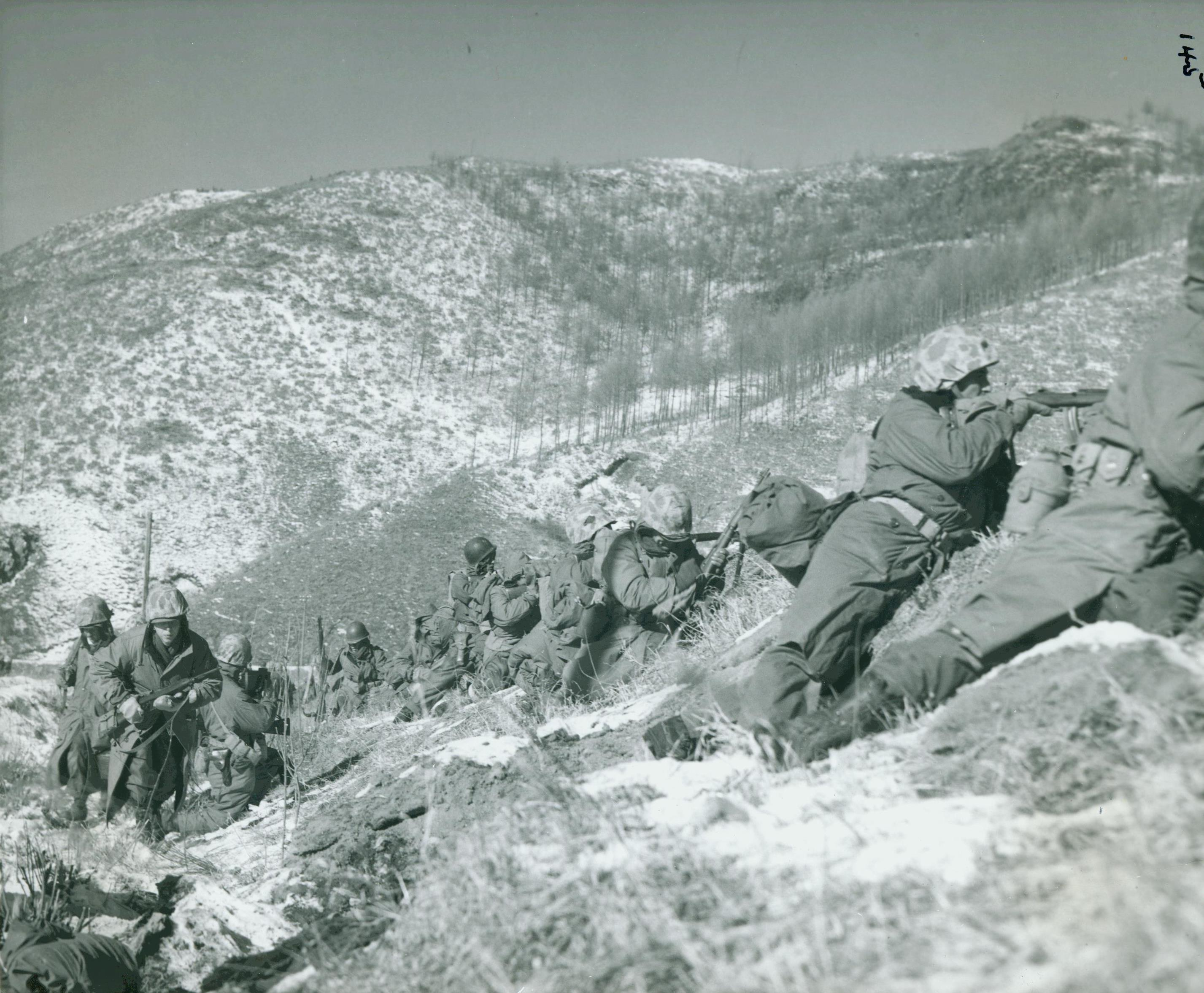
Thủy quân lục chiến giao chiến với quân Trung Quốc

Sáng ngày 1 tháng 12, Tiểu đoàn 3/7 Thủy quân lục chiến giao chiến với Trung đoàn 175 Sư đoàn 59 PVA tại Đồi 1542 và 1419. Quân phòng thủ Trung Quốc nhanh chóng buộc Thủy quân lục chiến phải đào hầm công sự trên những con dốc nằm giữa tuyến đường máu và các cao điểm khi đoàn hộ tống đi qua vị trí của Tiểu đoàn 3/7 vào buổi chiều. Chưa chiếm được Hagaru-ri, Bộ tư lệnh tối cao PVA điều Sư đoàn 79 tiếp tục tấn công Yudam-ni, trong khi Sư đoàn 89 lao về phía nam theo hướng Kot'o-ri. Quân Trung Quốc tấn công về đêm, ác liệt tới mức quân Hoa Kỳ yểm trợ phía sau phải gọi chiến đấu cơ trong đêm trấn áp. Giao tranh kéo dài đến sáng ngày 2 tháng 12, khi toàn bộ Thủy quân lục chiến đều rút khỏi Yudam-ni.
Đồng thời, ngày 1 tháng 12, Tiểu đoàn 1/7 Thủy quân lục chiến cũng đang cố gắng phá vòng vây của quân Trung Quốc tại Đồi 1419. Dù thiệt hại nặng nề do chiến đấu, đói và lạnh cóng, Sư đoàn 59 PVA vẫn cho năm trung đội còn lại xung phong, quyết không chịu nhượng bộ. Khi màn đêm dần buông xuống, Tiểu đoàn 1/7 cuối cùng cũng chiếm được cao điểm và bắt đầu hành quân qua ngọn đồi phía đông tuyến đường máu. Lợi dụng yếu tố bất ngờ, Tiểu đoàn 1/7 tiêu diệt được vài cứ điểm Trung Quốc dọc đường. Sáng ngày 2 tháng 12, nhờ một đợt hiệp đồng tấn công giữa Đại đội Fox và Tiểu đoàn 1/7 mà đèo Toktong được bảo vệ, mở ra tuyến đường nối Yudam-ni với Hagaru-ri.
Mặc dù đã khai thông được tuyến đường giữa Yudam-ni và Hagaru-ri, đoàn hộ tống vẫn phải chiến đấu qua vô số vị trí của quân Trung Quốc trên các ngọn đồi ven đường. Đêm đầu tiên rút lui, quân Trung Quốc tấn công ác liệt đoàn hộ tống và gây thương vong nặng nề cho Tiểu đoàn 3/5 Thủy quân lục chiến. Dù lực lượng không quân mạnh mẽ trấn áp được hầu hết quân Trung Quốc, thời tiết lạnh giá, hỏa lực quấy rối, quân đột kích và các rào chắn khiến đoàn hộ tống di chuyển rất chậm chạp và chịu nhiều thương vong. Bất chấp những khó khăn trên, đoàn hộ tống đến Hagaru-ri vào chiều ngày 3 tháng 12, và chính thức hoàn tất kế hoạch rút lui vào ngày 4 tháng 12.

### Phía đông hồ Trường Tân
RCT-31, về sau được gọi là "Lực lượng Đặc nhiệm Niềm tin", là một đội tác chiến cấp trung đoàn được thành lập vội vã từ Sư đoàn 7 Bộ binh, bảo vệ sườn phải cuộc tiến công theo hướng Mypyong-ni của Thủy quân lục chiến. Trước trận chiến, RCT-31 được bố trí mỏng, chia làm nhiều nhóm rải rác đóng tại các ngọn đồi ở phía bắc Sinhung-ni, con lạch Pyungnyuri ở phía tây Sinhung-ni và thị trấn Hudong-ni ở phía nam Sinhung-ni. Được Trung Quốc đánh giá là một trung đoàn tăng cường, RCT-31 lại thực sự rất yếu, thiếu hẳn một tiểu đoàn, do phần lớn Sư đoàn 7 Bộ binh đang phân tán khắp đông bắc Triều Tiên.
Đêm ngày 27 tháng 11, ba trung đoàn từ Sư đoàn 80 PVA tấn công các ngọn đồi phía bắc và con lạch Pyungnyuri, hoàn toàn gây bất ngờ cho quân phòng thủ. Trong trận giao tranh sau đó ở phía bắc Sinhung-ni, Tiểu đoàn 1 Trung đoàn 32 Bộ binh chịu thương vong nặng nề, trong khi đó, ở lạch Pyungnyuri, Tiểu đoàn 57 Pháo binh dã chiến và Tiểu đoàn 3 Trung đoàn 31 Bộ binh cũng gần như thảm bại. Trung Quốc đẩy tiếp Trung đoàn 242 Sư đoàn 81 tới Đồi 1221, ngọn đồi bất khả xâm phạm kiểm soát tuyến đường nối Sinhung-ni với Hudong-ni. Khi cuộc giao tranh buổi đêm kết thúc, RCT-31 đã tách làm ba nhóm.
Tin rằng đã hoàn toàn tiêu diệt được quân phòng thủ ở lạch Pyungnyuri, quân Trung Quốc ngừng tấn công và chuyển qua cướp lương thực và quần áo. Sáng ngày 28 tháng 11, Tiểu đoàn 3/31 Bộ binh bất ngờ phản công, đánh lui quân Trung Quốc tại lạch Pyungnyuri. Vào buổi chiều, Almond bay tới đồn lũy tại Sinhung-ni của RCT-31, tự tin RCT-31 đủ mạnh để tấn công phía bắc và đối phó với bất kỳ lực lượng Trung Quốc "tàn dư" nào cản đường. Almond ra lệnh cho Đại tá Allan D. Maclean, chỉ huy trưởng RCT-31, tiếp tục tấn công về phía bắc, phong tặng cho ba sĩ quan của Maclean huân chương Sao bạc. Quá chán chường, Trung tá Don C. Faith, Jr., chỉ huy trưởng Tiểu đoàn 1/32 Bộ binh, ném thẳng huân chương vừa được phong tặng xuống tuyết.
Đêm ngày 28 tháng 11, Sư đoàn 80 PVA lại tấn công với bốn trung đoàn. Tại con lạch, cuộc tấn công của quân Trung Quốc hóa thảm họa khi họ đứt liên lạc và phải đối mặt với hỏa lực tàn khốc từ pháo phòng không M16 và M19 của Tiểu đoàn 57 Pháo binh dã chiến. Sau giao tranh, Trung đoàn 238 và Trung đoàn 239 PVA đều còn không đầy 600 người. Mặt khác, những đợt tấn công của Trung đoàn 240 PVA đã buộc Maclean phải ra lệnh rút lui khỏi các ngọn đồi phía bắc về phía Sinhung-ni. Ngày 29 tháng 11, Tiểu đoàn 1 Bộ binh phá được vòng vây và tiến đến đồn lũy Sinhung-ni, nhưng Maclean không may bị lạc khi nhìn nhầm lính Trung Quốc với lính Mỹ. Đêm ngày 29 tháng 11, quân Trung Quốc ngừng tấn công, chờ tiếp viện.
Khi RCT-31 trong vòng vây, Almond cuối cùng cũng lệnh cho Sư đoàn 1 Thủy quân lục chiến xuất phát từ Yudam-ni tới giải cứu RCT-31, một mệnh lệnh bất khả thi với Smith. Chỉ có Đại độ xe tăng 31 cố giải cứu RCT-31 khi tấn công Đồi 1221 từ Hudong-ni mà không có bộ binh yểm trợ, hai cuộc tấn công thiết giáp vào ngày 28 và 29 tháng 11 đình trệ do đường trơn, địa hình gồ ghề và các cuộc xung phong gần của bộ binh. Đến ngày 30 tháng 11, quân Hoa Kỳ sơ tán khỏi Hudong-ni để bảo vệ Hagaru-ni, khiến phần còn lại của RCT-31 hoàn toàn mắc kẹt.

### Trích dẫn
1. ↑  Appleman 1990, tr. 37.
2. 1 2 3 4 5 6  Appleman 1990, tr. 24.
3. 1 2 3  Xue & Li Part One 2000.
4. 1 2 3  叶 2007, tr. 259.
5. ↑  Appleman 1990, tr. 345–347.
6. ↑  Appleman 1990, tr. 348.
7. 1 2  Xue & Li Part Four 2000.
8. ↑  Roe 2000.
9. ↑  Appleman 1990, tr. 352.
10. ↑  Millett 2009.
11. ↑  Alexander 1986, tr. 312].
12. 1 2  Appleman 1990, tr. 3.
13. ↑  Roe 2000, tr. 101–107.
14. ↑  Roe 2000, tr. 145–149.
15. ↑  Guang 2007, tr. 46.
16. ↑  Appleman 1990, tr. 5.
17. ↑  Appleman 1990, tr. 7.
18. 1 2  Guang 2007, tr. 47.
19. 1 2  Appleman 1990, tr. 8.
20. ↑  Appleman 1990, tr. 24,33.
21. ↑  Mossman 1990, tr. 48.  Bài viết này tích hợp văn bản từ nguồn này, vốn thuộc phạm vi công cộng.
22. ↑  Appleman 1990, tr. 11.
23. ↑  Appleman 1990, tr. 14.
24. ↑  Roe 1996.
25. ↑  Guang 2007, tr. 47–48.
26. ↑  Appleman 1990, tr. 21.
27. ↑  Appleman 1990, tr. 35.
28. ↑  Russ 1999, tr. 65.
29. ↑  Tucker et al. 2000, tr. 108.
30. ↑  Appleman 1990, tr. 32.
31. ↑  Appleman 1990, tr. 29.
32. 1 2  Appleman 1990, tr. 28–31.
33. ↑  Appleman 1990, tr. 25.
34. ↑  Appleman 1990, tr. xi.
35. ↑  Duncan 2013, tr. 190.
36. ↑  Tilstra 2014, tr. 192.
37. ↑  Hammel 1994, tr. 214.
38. ↑  Halberstam 2007, tr. 428].
39. ↑  Halberstam 2007, tr. 428.
40. ↑  Halberstam 2007, tr. 434.
41. ↑  Halberstam 2007, tr. 429.
42. ↑  Halberstam 2007, tr. 433–4.
43. 1 2 3 4 5 6  Guang 2007, tr. 52.
44. 1 2  叶 2007, tr. 66.
45. ↑  Roe 2000, tr. 436.
46. ↑  Roe 2000, tr. 296.
47. ↑  Halberstam 2007, tr. 435.
48. ↑  Appleman 1990, tr. 42.
49. ↑  Appleman 1990, tr. 158–162.
50. ↑  Appleman 1990, tr. 158–159.
51. ↑  Appleman 1990, tr. 75.
52. ↑  Appleman 1990, tr. 24, 37.
53. 1 2  Appleman 1990, tr. 250.
54. ↑  Appleman 1990, tr. 182.
55. ↑  Millett 2010, tr. 338.
56. 1 2 3  Shrader 1995, tr. 174.
57. ↑  Appleman 1990, tr. 36.
58. ↑  Zhang 1995, tr. 117.
59. ↑  Spurr 1988, tr. 270.
60. ↑  Hammel 1994, tr. 9.
61. ↑  Appleman 1992, tr. 768.
62. ↑  叶 2007, tr. 23.
63. ↑  叶 2007, tr. 15.
64. ↑  叶 2007, tr. 53.
65. ↑  Appleman 1990, tr. 17.
66. ↑  Appleman 1990, tr. 353.
67. ↑  叶 2007, tr. 203.
68. ↑  Appleman 1990, tr. 72.